# Birmingham City FC
A Birmingham City Football Club egy angol futballcsapat Birminghamben. 1875-ben alapították Small Heath Alliance néven, 1888-ban Small Heath néven szerepeltek tovább, majd 1905-ben Birmingham FC lett a nevük, 1943 óta ismertek Birmingham City FC-ként. A 2007/08-as szezonban 19-ek lettek a Premier League-ben, így kiestek, de első próbálkozásra visszajutottak, majd a 2010–11-es szezonban a 18. helyen végzettek a Premier League-ben, így ismét kiestek a Championshipbe és 
azóta is ott szerepelnek.
Small Heath néven alapító tagjai lettek a Labdarúgó Liga másodosztályának. Legjobb időszakuk az 1950-es évektől az 1960-as évek elejéig tartott. Legjobb bajnoki helyezésük egy hatodik hely volt. 1956-ban bejutottak az FA Kupa döntőjébe, ahol kikaptak. 1960-ban és 1961-ben is a fináléig meneteltek a Vásárvárosok Kupájában, de egyik alkalommal sem jártak sikerrel. Máig egyetlen kupájukat 1963-ban nyerték, amikor a Ligakupa döntőjében összesítésben 3-1-re verték az Aston Villát. Történetük során az élvonalban töltötték a legtöbb szezont, de 1986 és 2002 között nem sikerült oda feljutniuk, így ezt az időszakot tekintik a csapat legsötétebb korszakának. Ekkor kétszer is megfordultak a harmadosztályban.
1906 óta a St Andrew's a gárda otthona. Legnagyobb riválisuk az Aston Villa, hiszen földrajzilag ők vannak a legközelebb hozzájuk. A két csapat közötti meccset Birmingham derby-ként emlegetik. A csapat beceneve a Blues, azaz Kékek, szurkolóikra pedig Bluenoses-nak, azaz Kékorrúaknak nevezik.

## Történet
A csapatot 1875-ben alapították Small Heath Alliance néven, 1877-től kezdve a Muntz Street volt az otthonuk. 1885-ben kapták meg a profi státuszt, három évvel később pedig vállalattá váltak és felvették a Small Heath FC nevet. Az 1889/90-es szezonban a Labdarúgó-szövetségben szerepeltek, ami párhuzamosan működött a Labdarúgó Liga mellett. 1892-ben a Small Heath a Szövetség többi csapata mellett csatlakozott a Liga újonnan létrehozott másodosztályához. Rögtön bajnokok lettek, de nem kerültek fel az élvonalba, mert a tesztmérkőzésüket elvesztették. Ekkor az volt a szokás, hogy a másodosztály bajnokának próbameccset kellett játszania a First Divison utolsójával a feljutásért. A következő idényben másodikak lettek és ezúttal a tesztmeccset is megnyerték a Darwen ellen, így feljutottak a legjobbak közé. 1905-ben felvették a Birmingham FC nevet, egy évvel később pedig beköltöztek a St Andrew's-ba, mely máig az otthonuk. 1908-ban kiestek és az első világháború kitöréséig nem sikerült visszajutniuk.
A háború után Frank Wormack csapatkapitánnyal és a kreatív skót válogatott csatárral, johnny Crosbie-val a Birmingham az 1920/21-es évadban megnyerte a másodosztályt. 1920-ban, 19 évesen mutatkozott be a csapatban Joe Bradford, aki 445 meccsé klubrekordnak számító 267 gólt szerzett. Emellett 12-szer az angol válogatottba is bekerült. 1930-ban Leslie Knighton menedzser irányítása alatt történetük során először bejutottak az FA Kupa döntőjébe, de 2-1-es vereséget szenvedtek a West Bromwich Albiontól. Sorozatban 18 évet töltöttek el az élvonalban, de a legtöbb szezonjukban szenvedtek és a kiesés ellen küzdöttek. Harry Hibbs kapust megbízhatósága emblematikussá tette és megnovelte Bradford góljainak értékét. Végül a második világháború előtti utolsó teljes évadban (1938/39) estek ki.
1943-ban került használatba a klub mostani neve, a Birmingham City FC. 1945-ben Harry Storer irányítása alatt megnyerték a háború alatti, nem hivatalos bajnokság déli csoportját. Az FA Kupa újraindulása után rögtön a sorozat elődöntőjéig meneteltek. Két évvel később harmadszor is megnyerték a Second Divisiont, 42 meccs alatt mindössze 24 gólt kapva. Storer utódja, Bob Brocklebank képtelen volt megmenteni a Kékeket a kieséstől 1950-ben, de ezt követően kezdődött a csapat legjobb időszaka. 1954 novemberében Arthur Turner lett az új menedzser, aki bajnok lett a gárdával a másodosztályban. A feljutást követően nemhogy szenvedtek volna, egyenesen remekeltek és a hatodik helyen végeztek, ami máig a legjobb bajnoki helyezésük. Az FA Kupa fináléjába is bejutottak, de 3-1 arányban kikaptak a Manchester Citytől. A következő szezon ismét egy remek kupamenetelést hozott, az elődöntőben estek ki a Busby-bébiket felvonultató Manchester United ellen.
1956. május 15-én a Birmingham lejátszotta első csoportmeccsét a Vásárvárosok Kupájában, ezzel ők lettek az első angol csapat, mely részt vett valamilyen európai kupasorozatban. Végül az elődöntőig jutottak, ahol 4-4-es döntetlent játszottak a Barcelonával, majd a visszavágón 2-1-re kikaptak. 1960-ban szintén ők voltak az első angolok, akik döntőt játszhattak egy nemzetközi kupában (ismét a Vásárvárosok Kupája), itt ismét a Barcelonával néztek farkasszemet, akik összesítésben 4-1-re nyertek. 1961-ben újra döntősök voltak, de nyerniük most sem sikerült, az AS Roma diadalmaskodott 4-2 arányban. Utóbbi menetelésük alkalmával azonban otthon és idegenben is megverték az Intert, ezt sokáig nem tudta megismételni egy angol csapat sem. 1963-ban éppen nagy riválisuk, az Aston Villa ellen léptek pályára a Ligakupa döntőjében és 3-1-re győztek, máig ez az egyetlen komoly trófeájuk. 1965-ben, 10 élvonalbeli szezon után kiestek.

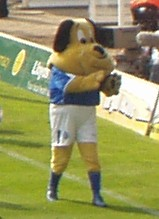
A Birmingham City kabalája, Beau Brummie.

Ekkor érkezett a klubhoz egy gazdag üzletember, Clifford Coombs, aki átvette az elnöki széket és kinevezte Stan Cullist menedzserré. Cullis alatt látványosan játszott a csapat, 1967-ben a Ligakupában, 1968-ban pedig az FA Kupában jutottak el az elődöntőig, de a jobb bajnoki eredményekhez új mesterre volt szükség. Freddie Goodwin vette át a City irányítását és a mutatott játék hamarosan kreatívvá és agresszívvá vált, aminek meg is lett az eredménye feljutás és egy FA Kupa-elődöntő képében. Két évvel később eladták Bob Latchfordot az Evertonnak brit rekordnak számító 350 000 fontért. Hiába a sok pénz, a birminghamiek nem tudták pótolni a csatár góljait, így szenvedni kezdtek a bajnokságban. 1978-ban Jim Smith lett az új menedzser. Mikor a kiesés már biztossá vált, eladták Trevor Francist a Nottingham Forestnek és ő lett az első 1 millió fontos játékos. A Kékeknél 329 meccset játszott és 133 gólt szerzett. Smith visszajuttatta a Birminghamet a First Divisionba, de az 1981/82-es szezon rosszul kezdődött, így mennie kellett. Helyére az a Ron Saunders érkezett, aki bajnoki címig vezette az Aston Villát. A híres mester alatt is nagyon kevés gólt szerzett a csapat és 1984-ben kiesett. Az 1984/85-ös szezonban a Leeds United ellen bebiztosítottak a feljutást, de nem volt ünneplés, mivel egy fiúra ráborult a stadion egyik fala és meghalt. Teljesítményük hullámzó volt és Saunders lemondott, miután hazai pályán az FA Kupában kikaptak a ligán kívüli Altrinchamtől. 1989-ben a City története során először kiesett a harmadosztályba.
1989 áprilisában a Kumar testvérek vásárolták fel a klubot. Nagyon gyakoriak voltak ebben az időben a menedzserváltások és egyre több játékos döntött úgy, hogy nem hosszabbítja meg szerződését. Az Associate Members Kupa megnyerése sovány vígasz volt, bár pályára léphettek a Wembley Stadionban. Terry Cooper volt az, aki végre feljuttatta a Kékeket a másodosztályba, de a BCCI bank összeomlása után a Kumar fivérek eladósodtak, a klubnál pedig csődeljárás vette kezdetét. David Sullivan volt a megmentő, aki 700 000 fontért megvette a csapatot. A szezon utolsó napján a City megmenekült a kieséstől, de az 1993/94-es idényt gyengén kezdték, így Coopernek mennie kellett, hogy átadja a helyét Barry Fry-nak. Így sem sikerült elkerülniük a kiesést, de Fry azonnal kiharcolta a visszajutást, sőt a Football League Trophy-t is megnyerte csapatával. Egy évvel később a menedzsert kirúgták és a korábbi játékos, Trevor Francis érkezett a helyére.
Francis élvonalbeli tapasztalatokkal rendelkező játékosokat igazolt, leghíresebb a Manchester United legendája, Steve Bruce volt közülük. A csapat eredményei egyre javultak, kezdetekben csak közel kerültek a rájátszáshoz, majd el is érték azt, de ott kikaptak. 2001-ben ismét bejutottak a Ligakupa fináléjába, ahol a Liverpool volt az ellenfél. A Birmingham sokáig hátrányban volt, de a rendes játékidő utolsó percében egyenlítettek. A hosszabbítás nem hozott döntést, a büntetőpárbajt pedig a Vörösök nyerték. 2001 októberére Francis pozíciója bizonytalanná vált, mivel a csapat a kezdeti sikerek után nem mutatott komolyabb fejlődést. A mester közös megegyezés alapján távozott egy Manchester City elleni 6-0-s Ligakupa-vereség után. Két hónappal később Steve Bruce lett a menedzser, aki egy középcsapatból erős gárdát épített, mely a rájátszás döntőjében megverte a Norwich Cityt és hosszú idő után visszajutott a már Premier League-nek nevezett élvonalba.
Christopher Dugarry jó teljesítményének is köszönhetően a Kékek feljutásuk után a tabella közepén végeztek. A 2003/04-es szezonban az egyik kölcsönjátékos, Mikael Forssell 17 bajnoki gólt szerzett, ami segített a csapatnak a 10. helyen végezni. Ezt követően több válogatott játékos is érkezett a St Andrew's-ba, de többek között Forssell sérülése miatt is szenvedett a gárda a 2004/05-ös idényben, végül a 12. helyen zártak. A következő évadban aztán kiestek, ráadásul az Fa Kupában is megsemmisítő, 7-0-s vereséget szenvedtek a Liverpooltól.
A 2006/07-es szezonban másodikak lettek, így automatikusan feljutottak. A visszajutást követő szezon közben Bruce távozott, hogy átvegye a Wigan Athletic irányítását. A City új menedzsere Alex McLeish lett, aki képtelen volt elkerülni a kiesést.

## Játékoskeret
2021. január 15-én lett frissítve:
| Mezszám       | Név                | Nemzet         | Posztok     | Szül. év (kor)                 | Megjegyzés:             |         |         |         |         |
| Kapusok       | Kapusok            | Kapusok        | Kapusok     | Kapusok                        | Kapusok                 | Kapusok | Kapusok | Kapusok | Kapusok |
| ------------- | ------------------ | -------------- | ----------- | ------------------------------ | ----------------------- | ------- | ------- | ------- | ------- |
| 1             | Andrés Prieto      | spanyol        | kapus       | 1993. október 17. (31 éves)    |                         |         |         |         |         |
| 27            | Connal Trueman     | angol          | kapus       | 1996. március 26. (28 éves)    |                         |         |         |         |         |
| 38            | Zach Jeacock       | angol          | kapus       | 2001. május 8. (23 éves)       |                         |         |         |         |         |
| 39            | Aaron Clayton      | angol          | kapus       | 2002. november 22. (22 éves)   |                         |         |         |         |         |
| Védők         |                    |                |             |                                |                         |         |         |         |         |
| 2             | Maxime Colin       | francia        | hátvéd      | 1991. november 15. (33 éves)   |                         |         |         |         |         |
| 3             | Kristian Pedersen  | dán            | hátvéd      | 1994. augusztus 4. (30 éves)   |                         |         |         |         |         |
| 4             | Marc Roberts       | angol          | hátvéd      | 1990. július 26. (34 éves)     |                         |         |         |         |         |
| 5             | George Friend      | angol          | hátvéd      | 1987. október 17. (37 éves)    |                         |         |         |         |         |
| 12            | Harlee Dean        | angol          | hátvéd      | 1991. július 26. (33 éves)     |                         |         |         |         |         |
| 15            | Jake Clarke-Salter | angol          | hátvéd      | 1997. szeptember 22. (27 éves) | kölcsönben a Chelseatől |         |         |         |         |
| 25            | Josh Dacres-Cogley | angol          | hátvéd      | 1996. március 12. (29 éves)    |                         |         |         |         |         |
| 42            | Steve Seddon       | angol          | hátvéd      | 1997. december 25. (27 éves)   |                         |         |         |         |         |
| 43            | Geraldo Bajrami    | albán          | hátvéd      | 1999. szeptember 24. (25 éves) |                         |         |         |         |         |
| 46            | Joe Redmond        | ír             | hátvéd      | 2000. január 23. (25 éves)     |                         |         |         |         |         |
| 50            | Nico Gordon        | ír             | hátvéd      | 2002. április 28. (22 éves)    |                         |         |         |         |         |
| Középpályások |                    |                |             |                                |                         |         |         |         |         |
| 6             | Maikel Kieftenbeld | holland        | középpályás | 1990. június 20. (34 éves)     |                         |         |         |         |         |
| 7             | Daniel Crowley     | angol          | középpályás | 1997. augusztus 3. (27 éves)   |                         |         |         |         |         |
| 8             | Adam Clayton       | angol          | középpályás | 1989. január 14. (36 éves)     |                         |         |         |         |         |
| 16            | Josh McEachran     | angol          | középpályás | 1993. március 1. (32 éves)     |                         |         |         |         |         |
| 17            | Iván Sánchez       | spanyol        | középpályás | 1992. szeptember 23. (32 éves) |                         |         |         |         |         |
| 18            | Riley McGree       | ausztrál       | középpályás | 1998. november 2. (26 éves)    | kölcsönben a Charlotte  |         |         |         |         |
| 19            | Mikel San José     | spanyol        | középpályás | 1989. május 30. (35 éves)      |                         |         |         |         |         |
| 20            | Gary Gardner       | angol          | középpályás | 1992. június 29. (32 éves)     |                         |         |         |         |         |
| 23            | Jon Toral          | spanyol        | középpályás | 1995. február 5. (30 éves)     |                         |         |         |         |         |
| 34            | Ivan Šunjić        | horvát         | középpályás | 1996. október 9. (28 éves)     |                         |         |         |         |         |
| 35            | Alen Halilović     | horvát         | középpályás | 1996. július 18. (28 éves)     |                         |         |         |         |         |
| 41            | Amari Miller       | angol          | középpályás | 2002. november 4. (22 éves)    |                         |         |         |         |         |
| 44            | Caolan Boyd-Munce  | északír        | középpályás | 2000. január 26. (25 éves)     |                         |         |         |         |         |
| 47            | Ryan Stirk         | walesi         | középpályás | 2000. szeptember 25. (24 éves) |                         |         |         |         |         |
| 48            | Jack Concannon     | angol          | középpályás | 2000. január 26. (25 éves)     |                         |         |         |         |         |
| 51            | Jack Concannon     | angol          | középpályás | 2002. január 20. (23 éves)     |                         |         |         |         |         |
| 53            | Tate Campbell      | angol          | középpályás | 2002. június 27. (22 éves)     |                         |         |         |         |         |
| Csatárok      |                    |                |             |                                |                         |         |         |         |         |
| 9             | Scott Hogan        | ír             | csatár      | 1992. április 13. (32 éves)    |                         |         |         |         |         |
| 10            | Lukas Jutkiewicz   | lengyel/ angol | csatár      | 1989. március 28. (35 éves)    |                         |         |         |         |         |
| 11            | Jérémie Bela       | angolai        | csatár      | 1993. április 8. (31 éves)     |                         |         |         |         |         |
| 14            | Jonathan Leko      | angol          | csatár      | 1999. április 24. (25 éves)    |                         |         |         |         |         |
| 28            | Miguel Fernández   | angol          | csatár      | 2000. augusztus 12. (24 éves)  |                         |         |         |         |         |
| 40            | Adan George        | angol          | csatár      | 2002. július 30. (22 éves)     |                         |         |         |         |         |
| 40            | Jayden Reid        | angol          | csatár      | 2001. április 22. (23 éves)    |                         |         |         |         |         |

### Kölcsönben
| #             | Név           | Nemzet   | Posztok     | Szül. év (kor)                | kölcsönben:                       | meddig:  |          |          |          |
| hátvédek      | hátvédek      | hátvédek | hátvédek    | hátvédek                      | hátvédek                          | hátvédek | hátvédek | hátvédek | hátvédek |
| ------------- | ------------- | -------- | ----------- | ----------------------------- | --------------------------------- | -------- | -------- | -------- | -------- |
| 45            | Ryan Burke    | ír       | hátvéd      | 2000. november 23. (24 éves)  | kölcsön a Yeovil Town-nál         |          |          |          |          |
| Középpályások |               |          |             |                               |                                   |          |          |          |          |
| —             | Fran Villalba | spanyol  | Középpályás | 1998. május 11. (26 éves)     | kölcsön az Almería-nál            |          |          |          |          |
| 21            | Agus Medina   | spanyol  | Középpályás | 1994. szeptember 8. (30 éves) | kölcsön a Cornellà-nál            |          |          |          |          |
| 31            | Charlie Lakin | angol    | Középpályás | 1999. május 8. (25 éves)      | kölcsön a Ross County-nál         |          |          |          |          |
| 37            | Odin Bailey   | angol    | Középpályás | 1999. december 8. (25 éves)   | kölcsön a Forest Green Rovers-nél |          |          |          |          |
| Csatárok      |               |          |             |                               |                                   |          |          |          |          |